# Gil (futebolista, 1987)
José Gildeixon Clemente de Paiva, mais conhecido como Gil (Santo Antônio, 3 de setembro de 1987 — La Unión, 28 de novembro de 2016), foi um futebolista brasileiro que atuou como volante.

## Carreira
Começou no URT, em 2005, se transferindo no mesmo ano para o pernambucano Santa Cruz.
Em 2006, foi negociado com o Mogi Mirim, onde ficou até 2008, quando foi contratado pelo Guaratinguetá, se destacando e indo para o Vitória, na metade de 2009.
Acabou não agradando no rubro-negro e no final do ano foi dispensado, mesma época em que assinou com o Santo André para a temporada de 2010, clube que defendeu durante todo o ano.
Em 2011, partiu para a Ponte Preta, voltando a se destacar e assinando pelo Coritiba em abril. Gil estreou no Coritiba pelo Campeonato Brasileiro, substituindo Tcheco em uma vitória de 3–1 em casa diante do Ceará. No seu começo no Coritiba não teve muito destaque, ficando na maioria das vezes na reserva ou nem isso, muito em conta do ex-treinador Marcelo Oliveira, com a chegada de Marquinhos Santos no segundo semestre de 2012 Gil obteve espaço e se tornou titular absoluto da equipe alviverde, sendo de forma direta um dos grandes responsáveis pela arrancada da equipe no segundo turno do Brasileirão.
Sem espaço no Coxa, foi emprestado por 1 ano, para a Chapecoense. Realizou 96 jogos pelo verdão.

## Morte
Gil foi uma das vítimas fatais da queda do Voo 2933 da Lamia, no dia 29 de novembro de 2016. A aeronave transportava a equipe do Chapecoense para Medellin, onde disputaria a primeira partida da final da Copa Sul-Americana de 2016. Além da equipe da Chapecoense, a aeronave também levava 21 jornalistas brasileiros que cobririam a partida contra o Atlético Nacional (COL).
Foi velado na cidade de Chapecó, em Santa Catarina, 3 meses após ter completado 29 anos.

## Estatísticas
Até 2 de abril de 2016.

### Clubes
| Clube             | Temporada         | Campeonato nacional | Campeonato nacional | Campeonato nacional | Copa nacional[a] | Copa nacional[a] | Copa nacional[a] | Competições continentais[b] | Competições continentais[b] | Competições continentais[b] | Outros torneios[c] | Outros torneios[c] | Outros torneios[c] | Total | Total | Total   |
| Clube             | Temporada         | Jogos               | Gols                | Assist.             | Jogos            | Gols             | Assist.          | Jogos                       | Gols                        | Assist.                     | Jogos              | Gols               | Assist.            | Jogos | Gols  | Assist. |
| ----------------- | ----------------- | ------------------- | ------------------- | ------------------- | ---------------- | ---------------- | ---------------- | --------------------------- | --------------------------- | --------------------------- | ------------------ | ------------------ | ------------------ | ----- | ----- | ------- |
| Chapecoense       | 2015              | 23                  | 1                   | 1                   | 3                | 0                | 0                | 4                           | 0                           | 0                           | 11                 | 2                  | 0                  | 41    | 3     | 1       |
| Chapecoense       | 2016              | 0                   | 0                   | 0                   | 0                | 0                | 0                | 0                           | 0                           | 0                           | 14                 | 1                  | 4                  | 14    | 1     | 4       |
| Chapecoense       | Total             | 23                  | 1                   | 1                   | 3                | 0                | 0                | 4                           | 0                           | 0                           | 25                 | 3                  | 4                  | 55    | 4     | 5       |
| Total na carreira | Total na carreira | 23                  | 1                   | 1                   | 3                | 0                | 0                | 4                           | 0                           | 0                           | 25                 | 3                  | 4                  | 55    | 4     | 5       |

- a. ^ Jogos da Copa do Brasil
- b. ^ Jogos da Copa Sul-Americana
- c. ^ Jogos do Campeonato Catarinense

## Títulos
Mogi Mirim
- Campeonato Paulista Sub-20: 2006

Coritiba
- Campeonato Paranaense: 2012 e 2013

Chapecoense
- Campeonato Catarinense: 2016
- Copa Sul-Americana: 2016[6]